# Missiv
Ett missiv är ett följebrev till en officiell skrivelse eller handling. Ursprungligen användes det för dokumentet som förordnade en prästtjänst.

## Etymologi
Missiv kan härledas från det latinska verbet mitto, misi, missum som betyder många saker, bland annat sända/skicka till exempel brev eller bud. Även emitto som betyder släppa ut eller att kasta till exempel pilar och spjut, kan härledas från mitto, och används exempelvis i begreppet aktieemission.

## Missiv som handling eller följebrev
Sedan medeltiden har missiv använts vid kommunikation mellan myndigheter. Begreppet avsåg då en handling som vände sig till en viss person, i motsats till ett öppet brev som kunde läsas av en vidare krets.
I modern tid har missivet utvecklats till att ofta utgöra ett följebrev till den huvudsakliga handlingen, till exempel ett myndighetsbeslut eller ett ärende som myndigheten har att behandla.
Begreppet kan också användas om följebrev till privatpersoner. Som exempel kan nämnas en förklarande text till en enkätundersökning, där det redogörs för undersökningens syfte och varför en viss person valts ut att ingå i enkäturvalet.

## Missiv som tjänsteförordnande
Inom kristna kyrkor används missiv om den plats dit en präst, diakon eller missionär sänds för ett visst uppdrag. I Evangelisk-lutherska kyrkan i Finland har missiv exempelvis använts för att förordna en tillfällig präst till stöd eller vikarie för den ordinarie befattningshavaren, samt för att meddela en församling vilka präster som ska provpredika för en ordinarie tjänst och vilka meriter som skulle beaktas i prästvalet.
I Svenska kyrkan är missivförsamling den församling dit en nybliven präst skickas för sin första tjänst som pastorsadjunkt. Missivtjänstgöringen varar normalt ett år.